# Alessandro Prampolini
Pour les articles homonymes, voir Prampolini.
Alessandro Prampolini, né le 2 septembre 1823 à Reggio d'Émilie et mort le 18 avril 1865 dans sa ville natale, est un peintre paysagiste italien.

## Biographie

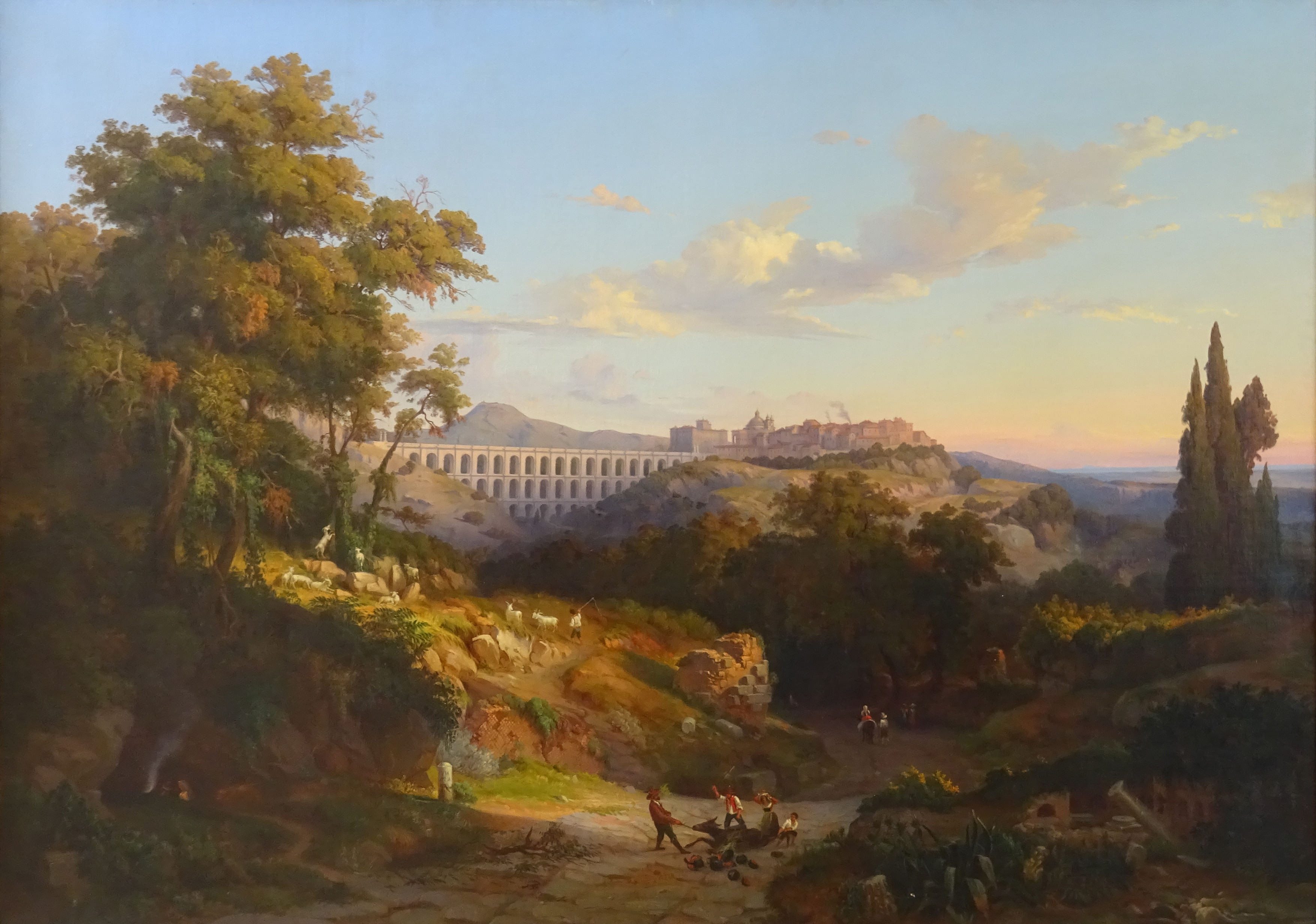
Alessandro Prampolino, Il ponte dell'Ariccia (Le pont d'Ariccia), 1853 (Palazzo dei Musei, Reggio d'Émilie)

Alessandro Prampolini, né le 2 septembre 1823 à Reggio d'Émilie, est le fils d'Antonio Prampolini et de Matilde Ronzoni Reggiani.
Il est surtout connu par ses vues ( vedute ) des environs de Tivoli et des ruines romaines. Il est professeur de peinture dans sa ville natale.
Alessandro Prampolini meurt le 18 avril 1865 dans sa ville natale. Il laisse dans le deuil sa femme et deux enfants.